# Comuna Buda, Buzău
Buda este o comună în județul Buzău, Muntenia, România, formată din satele Alexandru Odobescu, Buda (reședința), Dănulești, Mucești-Dănulești, Spidele, Toropălești și Valea Largă.

## Așezare
Comuna se află în extremitatea nordică a județului, în valea Râmnicului Sărat, pe malul drept al râului, în zona deluroasă a Subcarpații Curburii. Comuna este străbătută de șoseaua județeană DJ203H, care o leagă, mergând de-a lungul râului, către sud-est de Râmnicu Sărat, și către nord de Jitia din județul Vrancea și de DN2N.

## Demografie
Componența etnică a comunei Buda
     Români (63,26%)
     Romi (32,56%)
     Alte etnii (4,18%)
Componența confesională a comunei Buda
     Ortodocși (94,99%)
     Alte religii (0,79%)
     Necunoscută (4,21%)
Conform recensământului efectuat în 2021, populația comunei Buda se ridică la 2.896 de locuitori, în creștere față de recensământul anterior din 2011, când fuseseră înregistrați 2.870 de locuitori. Majoritatea locuitorilor sunt români (63,26%), cu o minoritate de romi (32,56%). Din punct de vedere confesional, majoritatea locuitorilor sunt ortodocși (94,99%), iar pentru 4,21% nu se cunoaște apartenența confesională.

## Politică și administrație
Comuna Buda este administrată de un primar și un consiliu local compus din 11 consilieri. Primarul, Ion Tudose[*], de la Partidul Social Democrat, este în funcție din 2012. Începând cu alegerile locale din 2024, consiliul local are următoarea componență pe partide politice:
|  | Partid                    | Consilieri | Componența Consiliului | Componența Consiliului | Componența Consiliului | Componența Consiliului | Componența Consiliului | Componența Consiliului | Componența Consiliului |
|  | ------------------------- | ---------- | ---------------------- | ---------------------- | ---------------------- | ---------------------- | ---------------------- | ---------------------- | ---------------------- |
|  | Partidul Social Democrat  | 7          |                        |                        |                        |                        |                        |                        |                        |
|  | Partidul Național Liberal | 2          |                        |                        |                        |                        |                        |                        |                        |
|  | Alianța Dreapta Unită     | 2          |                        |                        |                        |                        |                        |                        |                        |

## Istorie
La sfârșitul secolului al XIX-lea, comuna Buda făcea parte din plaiul Râmnicul al județului Râmnicu Sărat și era formată din satele Buda, Mucești și Toropălești, cu 1777 de locuitori. În comună funcționau o biserică zidită în 1827, o moară cu apă și o școală de băieți cu 41 de elevi, fondată în 1828.
În 1925, comuna se regăsea în plasa Dumitrești a aceluiași județ, având 1579 de locuitori în satele Buda și Toropălești. Satul Mucești se separase și formase o comună de sine stătătoare. În 1931, comuna avea în compunere satele Buda, Spidele, Toropălești și Valea Largă Buda; comuna Mucești s-a desființat și a fost inclusă în comuna Pleșești, împreună cu satele Pleșești, Mucești-Buda și Mucești-Dănulești.
În 1950, comuna Buda a fost inclusă în raionul Râmnicu Sărat al regiunii Buzău și apoi al regiunii Ploiești. În 1968, odată cu revenirea la organizarea administrativă pe județe, județul Râmnicu Sărat nu a fost reînființat, iar comuna Buda a devenit parte a județului Buzău, având componența actuală.

## Monumente istorice
Singurul obiectiv de pe teritoriul comunei clasificat în lista monumentelor istorice din județul Buzău este monumentul de arhitectură de interes local constituit de biserica de lemn „Adormirea Maicii Domnului” din satul Dănulești, biserică ce datează de la 1762.